# Meeting International Mohammed VI d’Athlétisme de Rabat
Das Meeting International Mohammed VI d’Athlétisme de Rabat ist eine jährlich stattfindende Leichtathletikveranstaltung im Stade Moulay Abdallah in Rabat, Marokko, im Rahmen der World Athletics Challenge. Er wurde erstmals 2008 organisiert. Sein Name ehrt König Mohammed VI. von Marokko. Im Jahr 2016 ersetzte das Meeting den Adidas Grand Prix in New York in der Diamond League.
2023 wurde das Stade Moulay Abdallah abgerissen und wird bis 2026 als reines Fußballstadion neu errichtet. Als Ersatz wird nebenan ein Leichtathletikstadion gebaut. 2014 und 2024 fand die Veranstaltung im Stade de Marrakech in Marrakesch statt.

## Veranstaltungen
| Nr. | Name                                                         | Datum         |
| --- | ------------------------------------------------------------ | ------------- |
| 1.  | Meeting International Mohammed VI d’Athlétisme de Rabat 2008 | 14. Juni 2008 |
| 2.  | Meeting International Mohammed VI d’Athlétisme de Rabat 2009 | 23. Mai 2009  |
| 3.  | Meeting International Mohammed VI d’Athlétisme de Rabat 2010 | 06. Juni 2010 |
| 4.  | Meeting International Mohammed VI d’Athlétisme de Rabat 2011 | 05. Juni 2011 |
| 5.  | Meeting International Mohammed VI d’Athlétisme de Rabat 2012 | 27. Mai 2012  |
| 6.  | Meeting International Mohammed VI d’Athlétisme de Rabat 2013 | 09. Juni 2013 |
| 7.  | Meeting International Mohammed VI d’Athlétisme de Rabat 2014 | 08. Juni 2014 |
| 8.  | Meeting International Mohammed VI d’Athlétisme de Rabat 2015 | 14. Juni 2015 |
| 9.  | Meeting International Mohammed VI d’Athlétisme de Rabat 2016 | 22. Mai 2016  |
| 10. | Meeting International Mohammed VI d’Athlétisme de Rabat 2017 | 16. Juli 2017 |
| 11. | Meeting International Mohammed VI d’Athlétisme de Rabat 2018 | 13. Juli 2018 |
| 12. | Meeting International Mohammed VI d’Athlétisme de Rabat 2019 | 16. Juni 2019 |
| 13. | Meeting International Mohammed VI d’Athlétisme de Rabat 2022 | 05. Juni 2022 |
| 14. | Meeting International Mohammed VI d’Athlétisme de Rabat 2023 | 28. Mai 2023  |
| 15. | Meeting International Mohammed VI d’Athlétisme de Rabat 2024 | 19. Mai 2024  |
| 16. | Meeting International Mohammed VI d’Athlétisme de Rabat 2025 | 25. Mai 2025  |